# فوجي-وارا نو ميتشيناغا

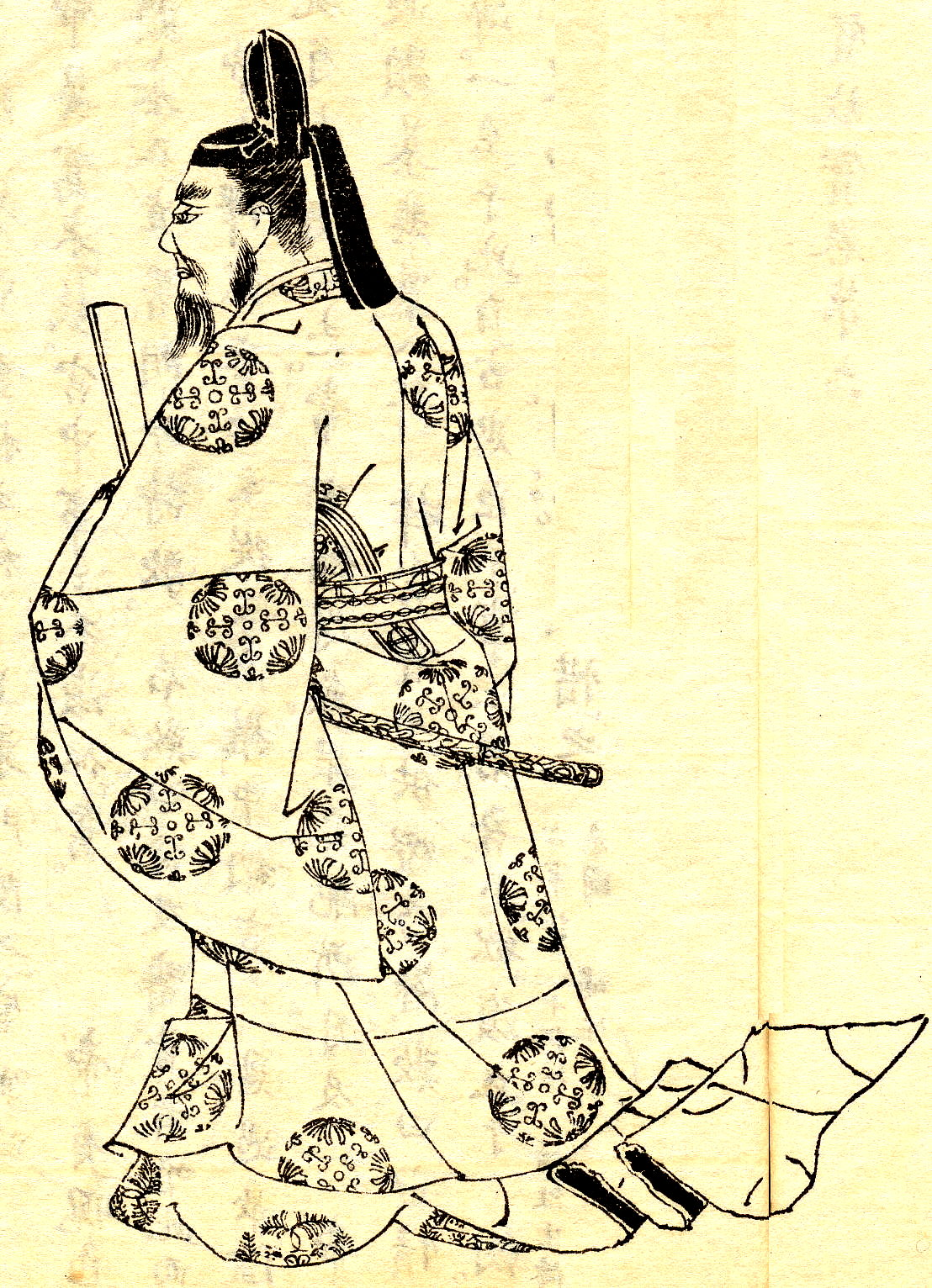
فوجي-وارا نو ميتشيناغا

فوجي-وارا نو ميتشيناغا (藤原道長) ح.(966-1028 م.) من الشخصيات المؤثرة في التاريخ الياباني لـ«فترة هييآن»، ارتبط اسمه بمرحلة الأوج السياسي لعائلة الـ«فوجي-وارا» (藤原).
كان «ميتشيناغا» خامس إخوته، أبوه «كانه-إي-إه» (929-990 م) تولى منصب الـ«وصي» أو «سيشو» (摂政). بعد وفاة أخويه سنة 995 م أصبح عميد عشيرة الـ«فوجي-وارا»، خلع عليه لقب «نائيران»، وأصبح له بذلك حق الإطلاع على جميع الوثائق التي يتم تقديمها للإمبراطور. تمكن بفضل منصبه من أن يكون شبكة قوية من العلاقات. عمل «ميتشيناغا» على تكريس هذه العلاقات طوال بقية عمره.
حتى يدعم موقع في الدولة ويكتسب شرعية أكبر، قام بتزويج ثلاث من بناته من أباطرة. ابنته الكبرى تزوجت من الإمبراطور «إشيجو» (986-1011 م) (الـ66)، أنجت معه اثنين من الأبناء، أصبحا بدورهما إمبراطورين، «غو-إشيجو» (1016-1036 م) و«غو-سوزاكو» (1036-1045 م). ابنته الثانية تزوجت من الإمبراطور «سانجو» (1011-1016 م). أما ابنته الثالثة فتزوجت من حفيده الإمبراطور «غو-إشيجو» (1016-1036 م).
تولى «ميتشيناغا» سنة 1017 م منصب وزير الشؤون العليا «داجو دائي-جن»، ثم بعدها بقليل تولى منصب الوصي «سيشو» (摂政) على حفيده الإمبراطور «غو-إشيجو». إلا أنه ولأسباب خاصة فضل أن يترك هذا المنصب لينعزل في المعبد الذي قام بتشييده في «كيوتو»، الـ«هوجو-جي». كان «ميتشيناغا» يمسك وعن طريق أبناءه بمقاليد الحكم الفعلي. شغل العديد من أبناءه مناصب كبيرة في الدولة، كما تولى اثنين منهم منصبي الحاجب (كبير المستشارين) «كانباكو» (関白) ووزير الشؤون العليا «داجو دائي-جن». تولى أكبر أبنائه «فوجي-وارا نو يوريميشي» (992-1074 م) وعلى مدى 52 سنة منصب الوصي «سيشو» (摂政) على ثلاث أباطرة.
كان «ميتشيناغا» من أتباع مذهب «آميدا» البوذي، وكرس أغلب وقته لخدمة معتقداته. توفي سنة 1027 م، في إقامته في معبد الـ«هوجو-جي». يعتقد البعض أن شخصيته القوية هي التي أوحت بكتابة «قصة جنجي» (源氏物語)، وأن أحداث القصة أنما كان تتمحور حول حياته الشخصية.

## راجع أيضا
- فترة هييآن
- تاريخ اليابان

## روابط خارجية
- فوجي-وارا نو ميتشيناغا على موقع الموسوعة البريطانية (الإنجليزية)